# Prowaliwka
Prowaliwka (ukr. Провалівка) – wieś na Ukrainie, w obwodzie żytomierskim, w rejonie lubarskim, nad Słuczą. W 2001 roku liczyła 437 mieszkańców.